# Estación Casa Grande
Casa Grande es una estación de ferrocarril ubicada en la localidad de Casa Grande del Departamento Punilla, provincia de Córdoba, Argentina.

## Ubicación
Se encuentra en el km 582.5 del Ramal A1 del Ferrocarril General Belgrano. Este ramal solo presta servicios de pasajeros entre Cosquín y Alta Córdoba dentro de la Ciudad de Córdoba.

## Actualidad
Tras no prestar servicios desde mediados de la década de 1990, el día 9 de agosto de 2021 retornó el servicio de pasajeros como extensión del Tren de las Sierras hasta Valle Hermoso. Así, oficia como estación intermedia entre Alta Córdoba, Cosquín y la nueva terminal Valle Hermoso.